# Love (Nancy-Adams-Lied)
Love ist ein Lied aus dem Soundtrack zum Disney-Film Robin Hood. Es wurde geschrieben von Floyd Huddleston (Text) und George Bruns (Musik). 

## Hintergrund
Im Film wird das Lied von Maid Marian vorgetragen, als diese sich mit Robin Hood im Wald trifft und die beiden zu einem See spazieren. Anschließend wandern die beiden durch einen Wasserfall zu ihrem Lager. In der US-amerikanischen Fassung wird Maid Marian von Monica Evans gesprochen. Den Gesang übernahm aber stattdessen Nancy Adams, die Frau von Floyd Huddleston.
Das Lied wurde bei der Oscarverleihung 1974 als Bester Song nominiert, verlor aber gegen The Way We Were von Alan Bergman, Marilyn Bergman und Marvin Hamlisch, gesungen von Barbra Streisand aus dem Film So wie wir waren.
Das Lied erschien auch auf dem Soundtrack des Films, der 1973 unter dem Titel Story and Songs from Robin Hood veröffentlicht wurde.
Wie bei Disney-Filmen üblich wurde das Lied in verschiedene Sprachen übersetzt und von anderen Sängern nachgesungen. 
- Dänisch: Susanne Bruun-Koppel (Kærlighed)
- Deutsch: Susanne Tremper (Liebe)[5]
- Französisch: Michèle André (Hier deux enfants)
- Italienisch: Gianna Spagnulo (Resterà L'amor)
- Niederlande: Mieke Bos ('T Vriendje Uit M'n Kindertijd)
- Norwegisch: Anne Lise Gjøstøl (Kjærlighet)
- Spanisch: Unbekannt (Nuestro Amor Vivirá)

## Spätere Veröffentlichungen
1974 veröffentlichte Louis Prima eine Version auf dem Album Let’s "Hear" It for Robin Hood.
2009 wurde das Lied in seiner Originalversion für den Soundtrack zum Film Der fantastische Mr. Fox verwendet.
2017 erschien die Legacy Edition des Soundtracks über Walt Disney Records. Neben der Originalversion findet sich dort auch die Version von Louis Prima.